# Endadenium
Endadenium é um género botânico pertencente à família Euphorbiaceae.

## Espécie
Endadenium gossweileri